# اریک کارل
اریک کارل (انگلیسی: Eric Carle؛ ‏ ۲۵ ژوئن ۱۹۲۹ – ۲۳ مهٔ ۲۰۲۱) مؤلف، طراح، تصویرگر اهل ایالات متحده آمریکا بود. کتاب مصور او The Very Hungry Caterpillar که برای اولین بار در سال ۱۹۶۹ منتشر شد، تاکنون به بیش از ۶۶ زبان ترجمه شده و در بیش از ۵۰ میلیون نسخه به فروش رسیده‌است. او تصویرگر بیش از ۷۰ کتاب بوده‌است و بیش از ۱۴۰ میلیون نسخه از کتاب‌های وی در سراسر جهان به فروش رسیده‌است.